# Lista de regiões geográficas intermediárias e imediatas de Pernambuco

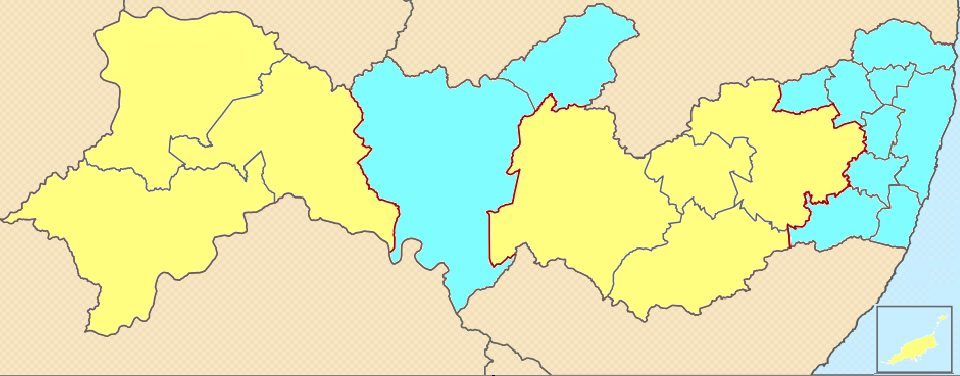
Divisão das regiões intermediárias em vermelho e das imediatas em cinza em Pernambuco.

Esta é a lista de regiões geográficas intermediárias e imediatas de Pernambuco, estado brasileiro da Região Nordeste do país. Pernambuco é composto por 185 municípios, que estão distribuídos em 18 regiões geográficas imediatas, que por sua vez estão agrupadas em quatro regiões geográficas intermediárias, segundo a divisão do Instituto Brasileiro de Geografia e Estatística (IBGE) vigente desde 2017. A primeira seção aborda as regiões geográficas intermediárias e suas respectivas regiões imediatas integrantes, enquanto que a segunda trata das regiões geográficas imediatas e seus respectivos municípios, divididas por regiões intermediárias e ordenadas pela codificação do IBGE.
As regiões geográficas intermediárias foram apresentadas em 2017, com a atualização da divisão regional do Brasil, e correspondem a uma revisão das antigas mesorregiões, que estavam em vigor desde a divisão de 1989. As regiões geográficas imediatas, por sua vez, substituíram as microrregiões. Na divisão vigente até 2017, os municípios do estado estavam distribuídos em 19 microrregiões e cinco mesorregiões, segundo o IBGE.

## Regiões geográficas intermediárias
| Região geográfica intermediária | Código | Número de municípios | Localização            | Regiões geográficas imediatas | Código | Número de municípios |
| ------------------------------- | ------ | -------------------- | ---------------------- | ----------------------------- | ------ | -------------------- |
| Recife                          | 2601   | 71                   |                        | Recife                        | 260001 | 16                   |
| Recife                          | 2601   | 71                   | Goiana-Timbaúba        | 260002                        | 11     |                      |
| Recife                          | 2601   | 71                   | Palmares               | 260003                        | 10     |                      |
| Recife                          | 2601   | 71                   | Limoeiro               | 260004                        | 8      |                      |
| Recife                          | 2601   | 71                   | Vitória de Santo Antão | 260005                        | 4      |                      |
| Recife                          | 2601   | 71                   | Carpina                | 260006                        | 6      |                      |
| Recife                          | 2601   | 71                   | Barreiros-Sirinhaém    | 260007                        | 5      |                      |
| Recife                          | 2601   | 71                   | Surubim                | 260008                        | 7      |                      |
| Recife                          | 2601   | 71                   | Escada-Ribeirão        | 260018                        | 5      |                      |
| Caruaru                         | 2602   | 64                   |                        | Caruaru                       | 260009 | 23                   |
| Caruaru                         | 2602   | 64                   | Garanhuns              | 260010                        | 22     |                      |
| Caruaru                         | 2602   | 64                   | Arcoverde              | 260011                        | 11     |                      |
| Caruaru                         | 2602   | 64                   | Belo Jardim-Pesqueira  | 260012                        | 7      |                      |
| Serra Talhada                   | 2603   | 25                   |                        | Serra Talhada                 | 260013 | 13                   |
| Serra Talhada                   | 2603   | 25                   | Afogados da Ingazeira  | 260014                        | 12     |                      |
| Petrolina                       | 2604   | 25                   |                        | Petrolina                     | 260015 | 6                    |
| Petrolina                       | 2604   | 25                   | Araripina              | 260016                        | 10     |                      |
| Petrolina                       | 2604   | 25                   | Salgueiro              | 260017                        | 9      |                      |

## Regiões geográficas imediatas por regiões intermediárias

### Recife
| Região geográfica imediata | Código | Localização              | Municípios     |
| -------------------------- | ------ | ------------------------ | -------------- |
| Recife                     | 260001 |                          | Abreu e Lima   |
| Recife                     | 260001 | Araçoiaba                |                |
| Recife                     | 260001 | Cabo de Santo Agostinho  |                |
| Recife                     | 260001 | Camaragibe               |                |
| Recife                     | 260001 | Fernando de Noronha      |                |
| Recife                     | 260001 | Igarassu                 |                |
| Recife                     | 260001 | Ilha de Itamaracá        |                |
| Recife                     | 260001 | Ipojuca                  |                |
| Recife                     | 260001 | Itapissuma               |                |
| Recife                     | 260001 | Jaboatão dos Guararapes  |                |
| Recife                     | 260001 | Moreno                   |                |
| Recife                     | 260001 | Olinda                   |                |
| Recife                     | 260001 | Paudalho                 |                |
| Recife                     | 260001 | Paulista                 |                |
| Recife                     | 260001 | Recife                   |                |
| Recife                     | 260001 | São Lourenço da Mata     |                |
| Goiana-Timbaúba            | 260002 |                          | Aliança        |
| Goiana-Timbaúba            | 260002 | Camutanga                |                |
| Goiana-Timbaúba            | 260002 | Condado                  |                |
| Goiana-Timbaúba            | 260002 | Ferreiros                |                |
| Goiana-Timbaúba            | 260002 | Goiana                   |                |
| Goiana-Timbaúba            | 260002 | Itambé                   |                |
| Goiana-Timbaúba            | 260002 | Itaquitinga              |                |
| Goiana-Timbaúba            | 260002 | Macaparana               |                |
| Goiana-Timbaúba            | 260002 | São Vicente Férrer       |                |
| Goiana-Timbaúba            | 260002 | Timbaúba                 |                |
| Goiana-Timbaúba            | 260002 | Vicência                 |                |
| Palmares                   | 260003 |                          | Água Preta     |
| Palmares                   | 260003 | Belém de Maria           |                |
| Palmares                   | 260003 | Catende                  |                |
| Palmares                   | 260003 | Gameleira                |                |
| Palmares                   | 260003 | Jaqueira                 |                |
| Palmares                   | 260003 | Joaquim Nabuco           |                |
| Palmares                   | 260003 | Maraial                  |                |
| Palmares                   | 260003 | Palmares                 |                |
| Palmares                   | 260003 | São Benedito do Sul      |                |
| Palmares                   | 260003 | Xexéu                    |                |
| Limoeiro                   | 260004 |                          | Bom Jardim     |
| Limoeiro                   | 260004 | Feira Nova               |                |
| Limoeiro                   | 260004 | João Alfredo             |                |
| Limoeiro                   | 260004 | Limoeiro                 |                |
| Limoeiro                   | 260004 | Machados                 |                |
| Limoeiro                   | 260004 | Orobó                    |                |
| Limoeiro                   | 260004 | Passira                  |                |
| Limoeiro                   | 260004 | Salgadinho               |                |
| Vitória de Santo Antão     | 260005 |                          | Chã de Alegria |
| Vitória de Santo Antão     | 260005 | Glória do Goitá          |                |
| Vitória de Santo Antão     | 260005 | Pombos                   |                |
| Vitória de Santo Antão     | 260005 | Vitória de Santo Antão   |                |
| Carpina                    | 260006 |                          | Buenos Aires   |
| Carpina                    | 260006 | Carpina                  |                |
| Carpina                    | 260006 | Lagoa de Itaenga         |                |
| Carpina                    | 260006 | Lagoa do Carro           |                |
| Carpina                    | 260006 | Nazaré da Mata           |                |
| Carpina                    | 260006 | Tracunhaém               |                |
| Barreiros-Sirinhaém        | 260007 |                          | Barreiros      |
| Barreiros-Sirinhaém        | 260007 | Rio Formoso              |                |
| Barreiros-Sirinhaém        | 260007 | São José da Coroa Grande |                |
| Barreiros-Sirinhaém        | 260007 | Sirinhaém                |                |
| Barreiros-Sirinhaém        | 260007 | Tamandaré                |                |
| Surubim                    | 260008 |                          | Casinhas       |
| Surubim                    | 260008 | Frei Miguelinho          |                |
| Surubim                    | 260008 | Santa Maria do Cambucá   |                |
| Surubim                    | 260008 | Surubim                  |                |
| Surubim                    | 260008 | Vertente do Lério        |                |
| Surubim                    | 260008 | Vertentes                |                |
| Escada-Ribeirão            | 260018 |                          | Amaraji        |
| Escada-Ribeirão            | 260018 | Cortês                   |                |
| Escada-Ribeirão            | 260018 | Escada                   |                |
| Escada-Ribeirão            | 260018 | Primavera                |                |
| Escada-Ribeirão            | 260018 | Ribeirão                 |                |

### Caruaru
| Região geográfica imediata | Código | Localização              | Municípios  |
| -------------------------- | ------ | ------------------------ | ----------- |
| Caruaru                    | 260009 |                          | Agrestina   |
| Caruaru                    | 260009 | Altinho                  |             |
| Caruaru                    | 260009 | Barra de Guabiraba       |             |
| Caruaru                    | 260009 | Bezerros                 |             |
| Caruaru                    | 260009 | Bonito                   |             |
| Caruaru                    | 260009 | Brejo da Madre de Deus   |             |
| Caruaru                    | 260009 | Cachoeirinha             |             |
| Caruaru                    | 260009 | Camocim de São Félix     |             |
| Caruaru                    | 260009 | Caruaru                  |             |
| Caruaru                    | 260009 | Chã Grande               |             |
| Caruaru                    | 260009 | Cumaru                   |             |
| Caruaru                    | 260009 | Cupira                   |             |
| Caruaru                    | 260009 | Gravatá                  |             |
| Caruaru                    | 260009 | Ibirajuba                |             |
| Caruaru                    | 260009 | Jataúba                  |             |
| Caruaru                    | 260009 | Lagoa dos Gatos          |             |
| Caruaru                    | 260009 | Panelas                  |             |
| Caruaru                    | 260009 | Riacho das Almas         |             |
| Caruaru                    | 260009 | Sairé                    |             |
| Caruaru                    | 260009 | Santa Cruz do Capibaribe |             |
| Caruaru                    | 260009 | São Caetano              |             |
| Caruaru                    | 260009 | São Joaquim do Monte     |             |
| Caruaru                    | 260009 | Taquaritinga do Norte    |             |
| Caruaru                    | 260009 | Toritama                 |             |
| Garanhuns                  | 260010 |                          | Águas Belas |
| Garanhuns                  | 260010 | Angelim                  |             |
| Garanhuns                  | 260010 | Bom Conselho             |             |
| Garanhuns                  | 260010 | Brejão                   |             |
| Garanhuns                  | 260010 | Caetés                   |             |
| Garanhuns                  | 260010 | Calçado                  |             |
| Garanhuns                  | 260010 | Canhotinho               |             |
| Garanhuns                  | 260010 | Capoeiras                |             |
| Garanhuns                  | 260010 | Correntes                |             |
| Garanhuns                  | 260010 | Garanhuns                |             |
| Garanhuns                  | 260010 | Iati                     |             |
| Garanhuns                  | 260010 | Jucati                   |             |
| Garanhuns                  | 260010 | Jupi                     |             |
| Garanhuns                  | 260010 | Jurema                   |             |
| Garanhuns                  | 260010 | Lagoa do Ouro            |             |
| Garanhuns                  | 260010 | Lajedo                   |             |
| Garanhuns                  | 260010 | Palmeirina               |             |
| Garanhuns                  | 260010 | Paranatama               |             |
| Garanhuns                  | 260010 | Quipapá                  |             |
| Garanhuns                  | 260010 | Saloá                    |             |
| Garanhuns                  | 260010 | São João                 |             |
| Garanhuns                  | 260010 | Terezinha                |             |
| Arcoverde                  | 260011 |                          | Arcoverde   |
| Arcoverde                  | 260011 | Buíque                   |             |
| Arcoverde                  | 260011 | Custódia                 |             |
| Arcoverde                  | 260011 | Ibimirim                 |             |
| Arcoverde                  | 260011 | Inajá                    |             |
| Arcoverde                  | 260011 | Itaíba                   |             |
| Arcoverde                  | 260011 | Manari                   |             |
| Arcoverde                  | 260011 | Pedra                    |             |
| Arcoverde                  | 260011 | Sertânia                 |             |
| Arcoverde                  | 260011 | Tupanatinga              |             |
| Arcoverde                  | 260011 | Venturosa                |             |
| Belo Jardim-Pesqueira      | 260012 |                          | Alagoinha   |
| Belo Jardim-Pesqueira      | 260012 | Belo Jardim              |             |
| Belo Jardim-Pesqueira      | 260012 | Pesqueira                |             |
| Belo Jardim-Pesqueira      | 260012 | Poção                    |             |
| Belo Jardim-Pesqueira      | 260012 | Sanharó                  |             |
| Belo Jardim-Pesqueira      | 260012 | São Bento do Una         |             |
| Belo Jardim-Pesqueira      | 260012 | Tacaimbó                 |             |

### Serra Talhada
| Região geográfica imediata | Código | Localização               | Municípios            |
| -------------------------- | ------ | ------------------------- | --------------------- |
| Serra Talhada              | 260013 |                           | Betânia               |
| Serra Talhada              | 260013 | Calumbi                   |                       |
| Serra Talhada              | 260013 | Carnaubeira da Penha      |                       |
| Serra Talhada              | 260013 | Flores                    |                       |
| Serra Talhada              | 260013 | Floresta                  |                       |
| Serra Talhada              | 260013 | Jatobá                    |                       |
| Serra Talhada              | 260013 | Mirandiba                 |                       |
| Serra Talhada              | 260013 | Petrolândia               |                       |
| Serra Talhada              | 260013 | Santa Cruz da Baixa Verde |                       |
| Serra Talhada              | 260013 | São José do Belmonte      |                       |
| Serra Talhada              | 260013 | Serra Talhada             |                       |
| Serra Talhada              | 260013 | Tacaratu                  |                       |
| Serra Talhada              | 260013 | Triunfo                   |                       |
| Afogados da Ingazeira      | 260014 |                           | Afogados da Ingazeira |
| Afogados da Ingazeira      | 260014 | Brejinho                  |                       |
| Afogados da Ingazeira      | 260014 | Carnaíba                  |                       |
| Afogados da Ingazeira      | 260014 | Iguaracy                  |                       |
| Afogados da Ingazeira      | 260014 | Ingazeira                 |                       |
| Afogados da Ingazeira      | 260014 | Itapetim                  |                       |
| Afogados da Ingazeira      | 260014 | Quixaba                   |                       |
| Afogados da Ingazeira      | 260014 | Santa Terezinha           |                       |
| Afogados da Ingazeira      | 260014 | São José do Egito         |                       |
| Afogados da Ingazeira      | 260014 | Solidão                   |                       |
| Afogados da Ingazeira      | 260014 | Tabira                    |                       |
| Afogados da Ingazeira      | 260014 | Tuparetama                |                       |

### Petrolina
| Região geográfica imediata | Código | Localização              | Municípios             |
| -------------------------- | ------ | ------------------------ | ---------------------- |
| Petrolina                  | 260015 |                          | Afrânio                |
| Petrolina                  | 260015 | Dormentes                |                        |
| Petrolina                  | 260015 | Lagoa Grande             |                        |
| Petrolina                  | 260015 | Orocó                    |                        |
| Petrolina                  | 260015 | Petrolina                |                        |
| Petrolina                  | 260015 | Santa Maria da Boa Vista |                        |
| Araripina                  | 260016 |                          | Araripina              |
| Araripina                  | 260016 | Bodocó                   |                        |
| Araripina                  | 260016 | Exu                      |                        |
| Araripina                  | 260016 | Granito                  |                        |
| Araripina                  | 260016 | Ipubi                    |                        |
| Araripina                  | 260016 | Moreilândia              |                        |
| Araripina                  | 260016 | Ouricuri                 |                        |
| Araripina                  | 260016 | Santa Cruz               |                        |
| Araripina                  | 260016 | Santa Filomena           |                        |
| Araripina                  | 260016 | Trindade                 |                        |
| Salgueiro                  | 260017 |                          | Belém do São Francisco |
| Salgueiro                  | 260017 | Cabrobó                  |                        |
| Salgueiro                  | 260017 | Cedro                    |                        |
| Salgueiro                  | 260017 | Itacuruba                |                        |
| Salgueiro                  | 260017 | Parnamirim               |                        |
| Salgueiro                  | 260017 | Salgueiro                |                        |
| Salgueiro                  | 260017 | Serrita                  |                        |
| Salgueiro                  | 260017 | Terra Nova               |                        |
| Salgueiro                  | 260017 | Verdejante               |                        |